# Montefalcone nel Sannio
Pour les articles homonymes, voir Montfalcone (homonymie).
Montefalcone nel Sannio est une commune italienne de la province de Campobasso, dans la région Molise.

## Géographie
Montefalcone se situe sur une montagne à une altitude d'environ 660 mètres par rapport au niveau de la mer et sa superficie est d'environ une trentaine de kilomètres carrés. Les habitants de ce village sont approximativement 1900 et sont appelés « Montefalconesi ».

## Histoire
Au troisième siècle avant Jésus Christ, le sommet de la montagne actuelle était l'ancienne Maronée, où une colonie de Carthage se sont installés et ont été attaqués par Marcellus, le consul romain. À l'époque, Montefalcone nel Sannio comportait trois monts où des aigles prenaient leur envols c'est donc de là que vient l'origine du nom « Montefalcone » (signifiant mont des faucons) ; la particule « nel Sannio » étant due par l’occupation des Samnites[réf. nécessaire].

## Administration
| Période                                  | Période | Identité | Étiquette | Qualité |
| ---------------------------------------- | ------- | -------- | --------- | ------- |
|                                          |         |          |           |         |
| Les données manquantes sont à compléter. |         |          |           |         |

### Communes limitrophes
Castelmauro, Celenza sul Trigno, Montemitro, Roccavivara, San Felice del Molise